# Dietmar Eberle

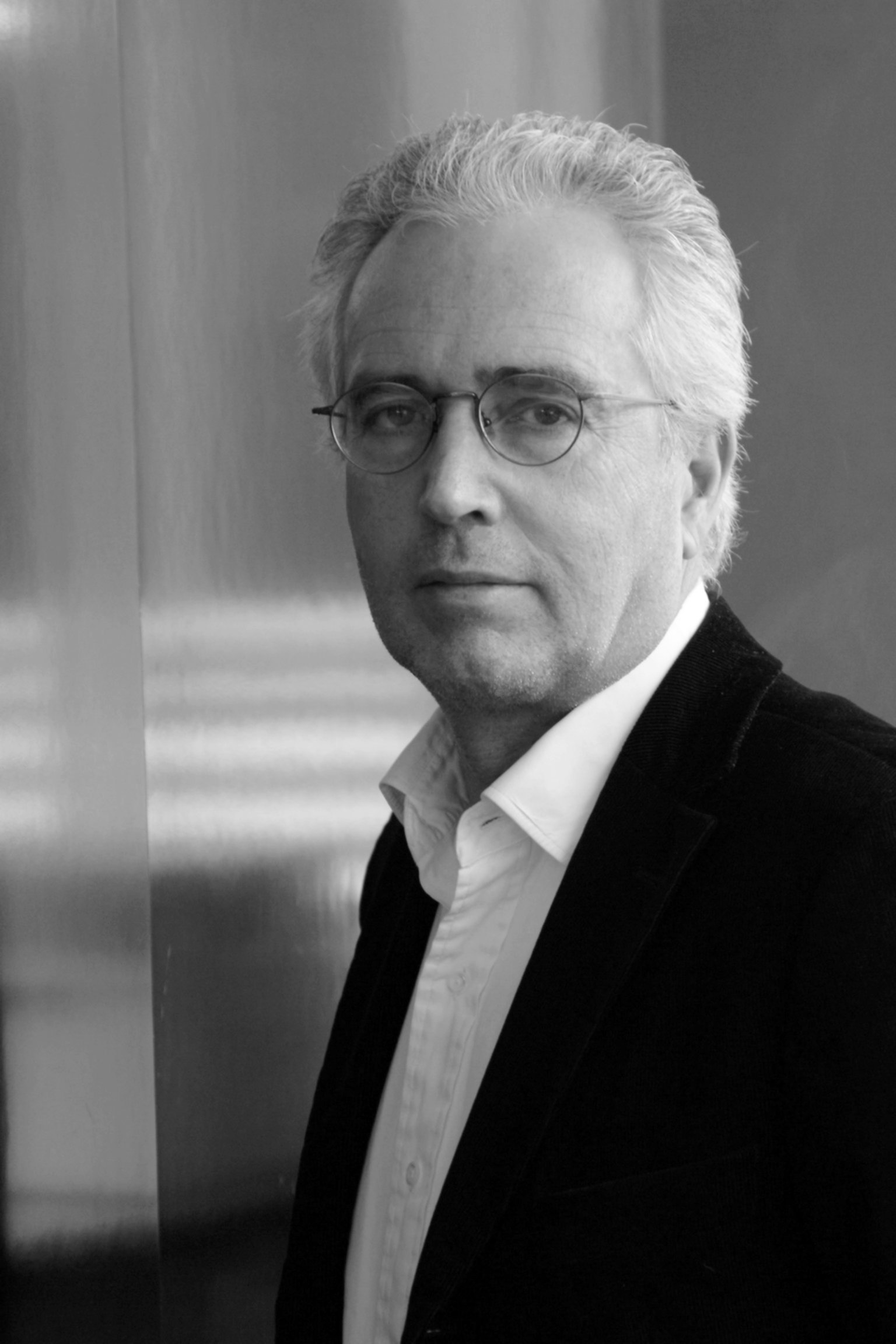
Dietmar Eberle (2004)

Dietmar Eberle (* 31. Oktober 1952 in Hittisau) ist ein österreichischer Architekt.

## Biografie
Eberle studierte ab 1973 Architektur an der Technischen Universität Wien und absolvierte 1978 sein Diplom bei Anton Schweighofer. Nach Abschluss seines Studiums folgte ein zweijähriger Arbeitsaufenthalt in Teheran, wo er sich mit einer Städtebaustudie und new town planning beschäftigt.
Eberle gehört einer Gruppe junger Architekten an, die in den 1970er Jahren in Wien studierten und in den 1980er-Jahren nach Vorarlberg zurückkehrte, um dort zu bauen. Er zählt zu den Mitbegründern der Vorarlberger Baukünstler.
Noch während seines Studiums gründete er 1979 gemeinsam mit Markus Koch, Norbert Mittersteiner und Wolfgang Juen die Cooperative Bau- und Planungsgesellschaft (1979–1982). Ein wichtiges Signal in dieser Zeit setzt das Projekt Im Fang. Es ist Zeichen für „ein neues, alternatives Bauen“.
1982 erfolgte die Gründung des Büros Eberle Egger, ab 1985 die Zusammenarbeit mit Carlo Baumschlager als Architekturbüro Baumschlager Eberle. Das Büro gilt als eines der erfolgreichsten Architekturbüros in Österreich, es war zunächst in Vorarlberg tätig und realisiert heute in Europa und in Asien Projekte. Das Spezifische der Architektur des Büros formulierte Eberle so: „Architektur im Sinn von Baukunst bedeutet das Abstrahieren des eigentlichen Gebrauchswertes auf eine kulturelle Ebene. Über die konkreten Ansprüche an ein Gebäude hinaus öffnet sich ein Raum für die kulturelle Positionierung von Architektur und für individuelle Visionen. In der hohen Bindung von Ressourcen und der zeitlichen Dimension der gesellschaftlichen Bedeutung von Stadt und Gebäude liegt die Verantwortung des Architekten. Die persönliche Kreativität enthebt den Architekten somit nicht seiner Verantwortung gegenüber der Gesellschaft.“
Das Architekturbüro Baumschlager Eberle ist ein Netzwerk internationaler Büros, die Dietmar Eberle, gemeinsam mit elf weiteren Partnern, führt. Sie sind weltweit mit zwölf Standorten in acht verschiedenen Ländern in Europa und Asien vertreten und haben weit über 400 Gebäude realisiert.
Eberle übt seit den 1980er-Jahren kontinuierliche Lehrtätigkeiten an verschiedenen Hochschulen aus. Er war unter anderem Gastprofessor in Hannover, Wien, Linz, Syracuse (NY) und Darmstadt. Ergänzend dazu unterrichtete er in Madrid, Jerusalem, Hong Kong und Barcelona.
Seit 1999 ist er ordentlicher Professor für Architektur und Entwerfen an der ETH Zürich und leitete bis 2015 das ETH-Wohnforum. Von 2003 bis 2006 war er Vorsteher des Departements Architektur. 2018 emeritierte er.

## Ehrungen, Mitgliedschaften
- Ehrenmitglied American Institute of Architecture (AIA) seit 2004.
- Kammer der Architekten und Ingenieurkonsulenten für Tirol und Vorarlberg
- Bayerische Architektenkammer
- Schweizer Ingenieur- und Architektenverein
- L’Ordre des Architectes et des Ingénieurs-Conseils (OAI) Du Grand Duc de Luxembourg
- Präsident des Vorstandes, LEA – Verein zur Förderung des alters- und generationengerechten Bauens seit 2013

## Wichtige Bauwerke

### Laufende Projekte (Auswahl)
- Montagne du Parc, Brüssel, Belgien, Fertigstellung 2021
- Sanierung Landeskrankenhaus, Bregenz, Österreich, 2019
- Auenfeld Barracks, Frauenfeld, Schweiz, 2019
- Multifunktionszentrum Stenna, Flims, Schweiz, Fertigstellung 2018
- Multifunktionszentrum Illuster, Uster, Schweiz, 2018
- Wohnungsbau Möckernkiez, Berlin, Deutschland, 2017
- Sweethome Plaza, Nha Trang, Vietnam, 2017
- Bürogebäude Green Office© Enjoy, Paris-Batginolles, Frankreich, Projektbeginn 2017

### Fertiggestellte Gebäude (Auswahl)
- Krankenhaus AZ Groeninge, Kortrijk, Belgien, Fertigstellung 2017
- Wohnanlage The Metropolitans, Zürich, Schweiz, Fertigstellung 2016
- Laborgebäude Dr. Risch, Vaduz, Liechtenstein, Fertigstellung 2016
- Wohnanlage Seegarten, Bregenz, Österreich, Fertigstellung 2015 Abbildung

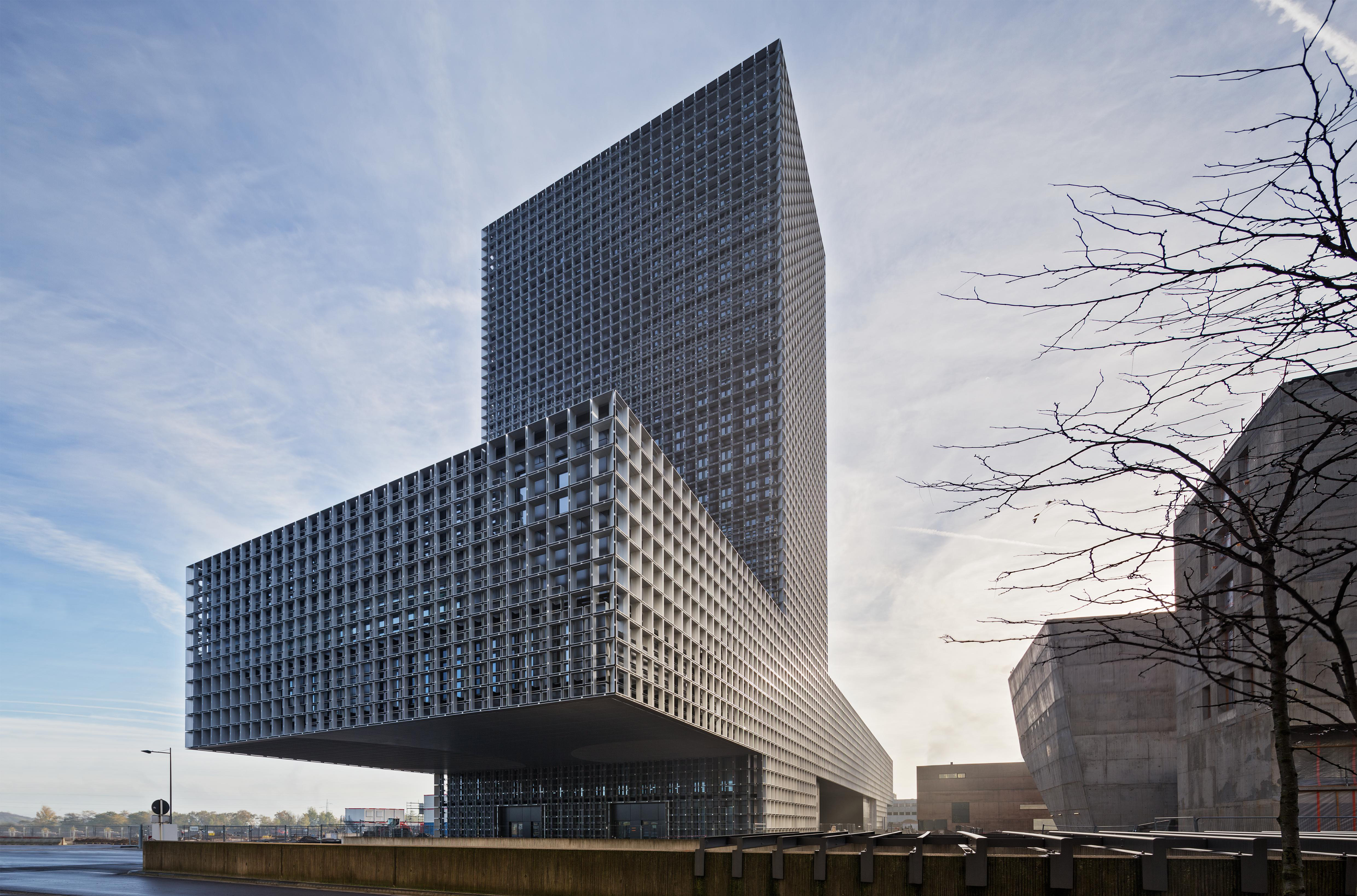
La Maison du Savoir, Universität Luxemburg, 2015

- Neuer Justizpalast, Caen, Frankreich, Fertigstellung 2015 Abbildungen
- „La Maison du Savoir“, Universität Luxemburg, Esch-Sur-Alzette, Luxemburg, Fertigstellung 2015
- Bürogebäude Tic Tric Trac, Zurich, Schweiz, Fertigstellung 2015
- Bürogebäude „Le Tonkin“, Dieppe, Frankreich, Fertigstellung 2015
- Ardéko Paris, Frankreich, 2015
- Pflegeheim Birkenwiese, Dornbirn, Österreich, 2014
- Wohnanlage Chilestieg Rümlang, Schweiz, 2014
- Wohnanlage Brunet Valence, Valence, Frankreich, Fertigstellung 2014
- Wohnturm Jheronimus, ’s-Hertogenbosch, Niederlande, 2014
- Sanierung Schulgebäude Haldenbüel, Gossau, Schweiz, 2014
- Darron Century Complex, Qingdao, China, 2013
- Laborgebäude 4 Institute of Science and Technology Austria (ISTA), Klosterneuburg, Österreich, Fertigstellung 2013
- Bürogebäude 2226, Lustenau, Österreich, Fertigstellung 2013
- Forschungszentrum Imec Tower, Leuven, Belgien, 2013
- Flughafen Wien Check-in 3, Wien, Österreich, 2012
- Landeskrankenhaus, Hohenems, Österreich, 2012
- Centurion Commercial Center 01, Hamburg, Deutschland, 2011
- Büro- und Verwaltungsgebäude Vodafone Nederlands, Amsterdam, Niederlande, 2011
- Bürogebäude Solids, Amsterdam, Niederlande, 2011
- Einfamilienhaus Villa K, Zürich, Schweiz, 2011
- Bürotürme Town Town, Wien, Österreich, 2010
- Büro- und Wohngebäude Connect, Zürich, Schweiz, 2010
- Sakralbau und Wohnheim Campus Diakonie, Düsseldorf, Deutschland, 2009
- Cornlofts Šaldova, Wohnbebauung in Prag (Tschechien), Fertigstellung 2007
- Hafengebäude Nordwesthaus, Fussach, Österreich, 2008

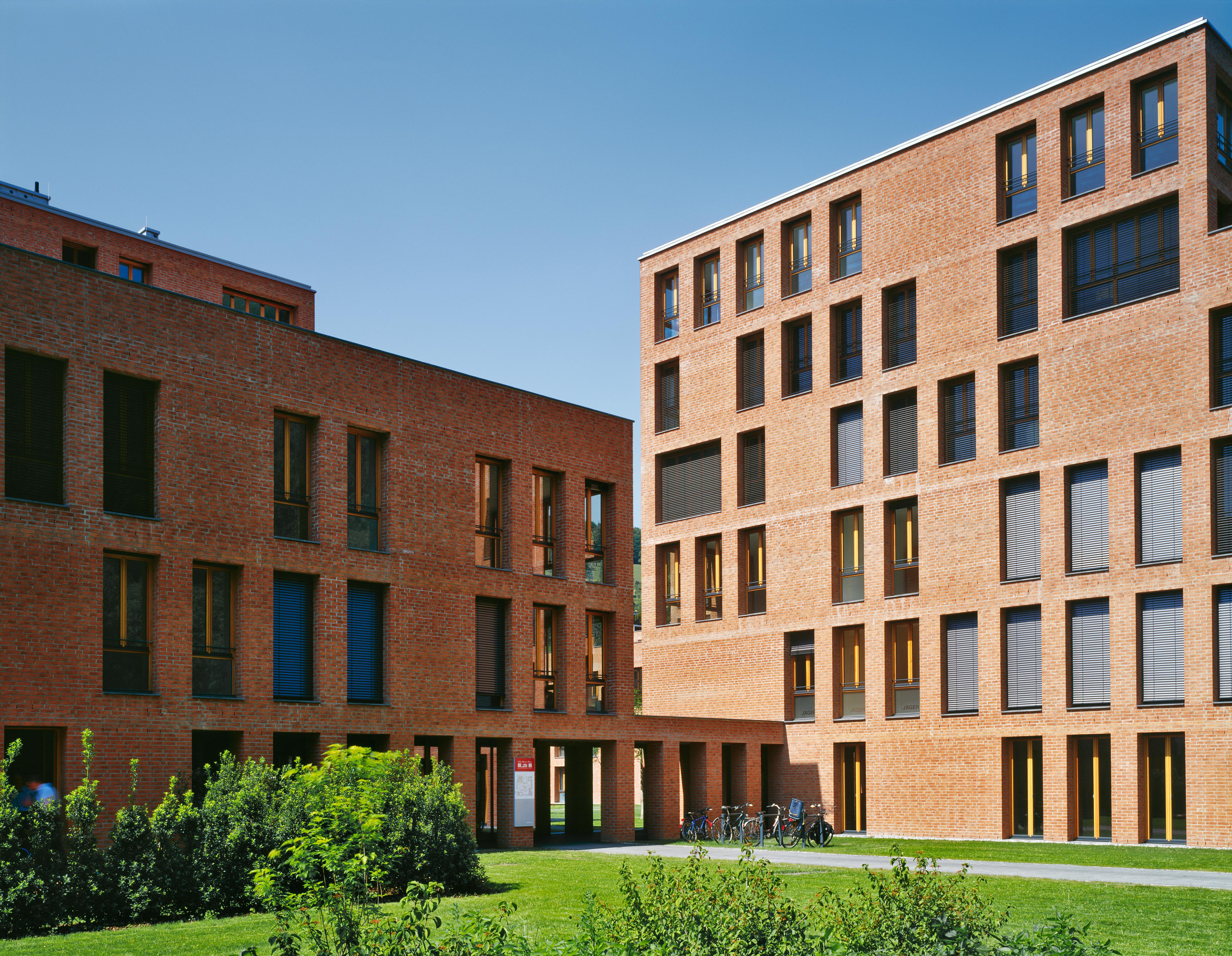
Villa Menti, Feldkirch, 2006

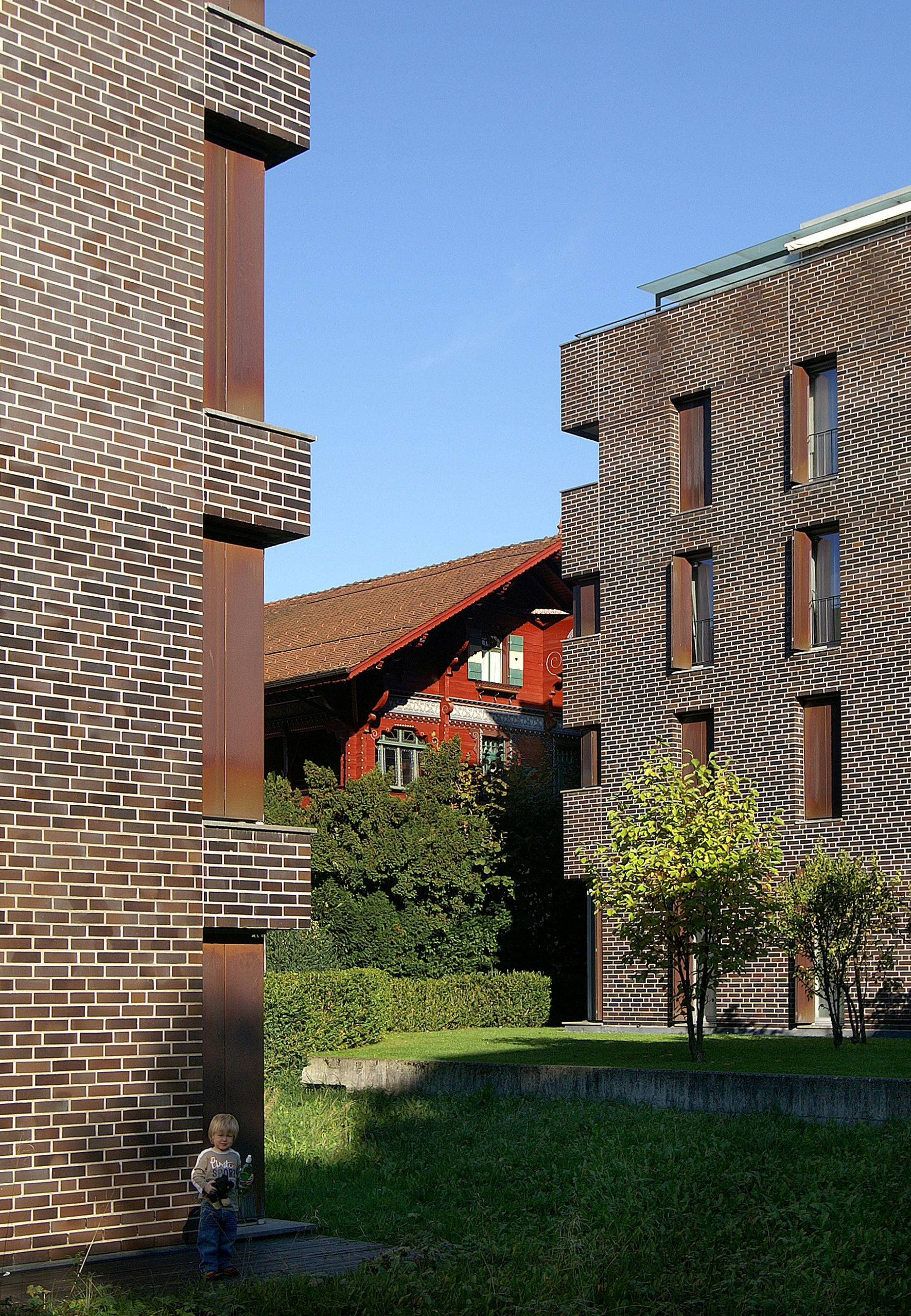
Wohnanlage Mozartstrasse Dornbirn, 1997

- Universitätsgebäude ETH e-science Lab, Zürich, Schweiz, 2008
- Wohnanlage Villa Menti, Feldkirch, Österreich, 2006
- WHO / UNAIDS, Genf, Schweiz, 2006
- Hilti Trainingszentrum und Büro Ost, Schaan Liechtenstein, 2006
- Studentenwohnheim Molkereistrasse, Wien, Österreich, 2005
- Wohntürme Moma, Peking, China, 2005
- Bürogebäude Obsidian, Zürich, Schweiz, 2005
- Eichgut, Winterthur, Schweiz, 2005
- HTL, Bregenz, Österreich, 2004
- Elektro Graf, Dornbirn, Österreich, 2003
- Rechenzentrum Zumtobel AG, Dornbirn, Österreich, 2002
- Bürogebäude Münchner Rückversicherung, München, Deutschland, 2002
- Wohnen am Lohbach, Innsbruck, Österreich, 2000
- Hafengebäude Rohner, Fussach, Ôsterreich, 2000
- Haus Flatz, Schaan, Liechtenstein, 2000
- Betriebsgebäude Sirch, Böhen, Deutschland, 1998
- Wohnanlage Mozartstrasse, Dornbirn, Österreich, 1997

## Lehrtätigkeit
- 1983–1988: Technische Universität Hannover, Deutschland, Gastprofessur
- 1987–1989: Technische Universität Wien, Österreich, Institut für Wohnbau, Gastprofessur
- 1989–1990: Hochschule für künstlerische und industrielle Gestaltung, Linz, Österreich, Gastprofessur
- 1991–1993: ETH Zürich, Schweiz, Gastprofessur
- 1994: Syracuse University, New York, USA, Gastprofessur
- 1996–1999: Gastprofessur TU Darmstadt, Deutschland, Gastprofessur
- seit 1999: ETH Zürich, Schweiz, Professur für Architektur und Entwerfen und Leiter des ETH-Wohnforums
- 2003–2005: Dekan der Architekturabteilung der ETH Zürich, Schweiz
- seit 2006 Universidad Pliècnica de Madrid, Escuela Técnica Superior de Arquitectura, Workshop
- seit 2012 Bezalel Academy of Arts and Design, Jerusalem, Israel, Workshop
- 2014–2015, The University of Hong Kong Fachbereich Architektur, Honorarprofessor
- 2015–2016: The University of Hong Kong Fachbereich Architektur, Gastprofessur
- 2016 Universitat Politècnica de Catalunya, Barcelona, Workshop

## Publikationen/Forschungsschriften
- mit Florian Aicher (Hrsg.): be 2226 Die Temperatur der Architektur / The Temperature of Architecture. Birkhäuser 2015, ISBN 978-3-0356-0381-1.
- mit Eberhard Tröger (Hrsg.): Dichte Atmosphäre – Über die bauliche Dichte und ihre Bedingungen in der mitteleuropäischen Stadt. Birkhäuser 2014, ISBN 978-3-99043-566-3.
- mit Liesbeth Waechter-Böhm (Hrsg.); Carlo Baumschlager: Über Wohnbau / House-ing. Springer-Verlag, Wien/New York 2000, ISBN 3-211-83228-9.
- mit Marie Antoinette Glaser (Hrsg.): Wir wohnen – Im Wechselspiel zwischen öffentlich und privat. Niggli Verlag 2009, ISBN 978-3-7212-0708-8.
- mit Pia Simmendinger (Hrsg.): Von der Stadt zum Haus: Eine Entwurfslehre. gta Verlag 2007, ISBN 978-3-85676-280-3.